# Chancery Lane (metropolitana di Londra)
Chancery Lane (AFI: /ˈʃænser.i leɪn/) è una stazione della linea Central della metropolitana di Londra.
La stazione aprì nel 1900. Nel 1934, fu oggetto di un importante intervento di ammodernamento, che condusse a un suo ampliamento e allo spostamento dell'ingresso. Durante la seconda guerra mondiale fu utilizzata come una «cittadella», ospitando importanti dipartimenti del governo inglese e anche dopo la guerra, parte degli ambienti della stazione furono destinati a servizi di primaria importanza: in particolare, come stazione telefonica del General Post Office.

## Storia

### Prima metà del XX secolo
La stazione è stata aperta dalla Central London Railway il 30 luglio 1900 con il nome di Chancery Lane.
Inizialmente l'entrata non era sita dove è posizionata oggi; difatti, all'inizio del XX secolo, la stazione occupava agli edifici che oggi corrispondono ai n° 31-33 di High Holborn, i quali sono distanti circa 122 metri da quella attuale. In quegli anni era possibile accedere alle banchine mediante l'utilizzo di ascensori e all'inizio degli anni trenta la stazione chiuse per essere ristrutturata.
Venne inizialmente progettato di sostituire solo gli ascensori, ormai diventati antiquati, con delle scale mobili; ci si rese tuttavia conto che ciò era impossibile in quanto la biglietteria e le banchine sarebbero state troppo ravvicinate. La stazione fu quindi oggetto di un ripensamento più articolato e fu dotata, oltre che delle scale mobili, di una nuova biglietteria e di un nuovo ingresso, ubicato leggermente più a est rispetto a quella precedente; fu aperta al pubblico il 25 giugno 1934 e rinominata un mese dopo «Chancery Lane (Gray's Inn)», con il suffisso che nel tempo è caduto in disuso.

### Rifugio antiaereo

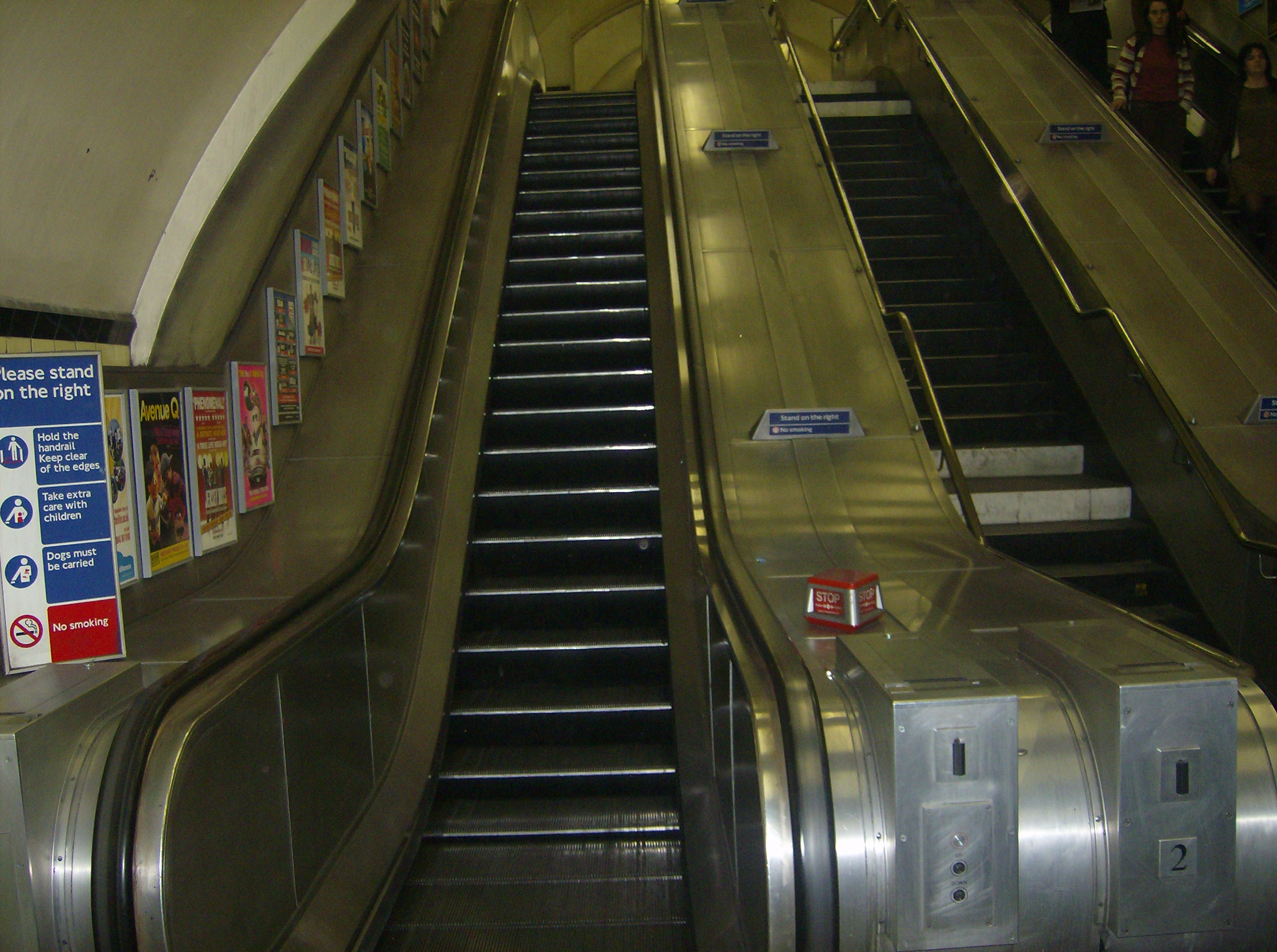
Le scale mobili della stazione di Chancery Lane sono le più corte della metropolitana londinese.

Nel gennaio del 1944, in seguito agli attacchi su Londra la stazione di Chancery Lane fu adibita a rifugio antiaereo e fu selezionata, in particolare, per ospitare il corpo della London Civil Defence, il Ministry of Works (preposto alle opere pubbliche in tempo di guerra) e altri dipartimenti del governo britannico. Tra questi, l'Inter Services Research Bureau (ISRB) che tuttavia criticò la scelta, chiedendo che fosse allocato presso la stazione di Belsize Park, nel nord di Londra, ritenuta meno vulnerabile. Tesi contraddetta, invece, dal Ministry of Works.
Nel marzo del 1944, anche le autorità portuali, un comando della marina britannica e del dipartimento della guerra furono trasferiti nella «cittadella» di Chancery Lane, che divenne un centro di comando (war room) di riserva per l'area metropolitana di Londra.

### Dalla seconda guerra mondiale in poi

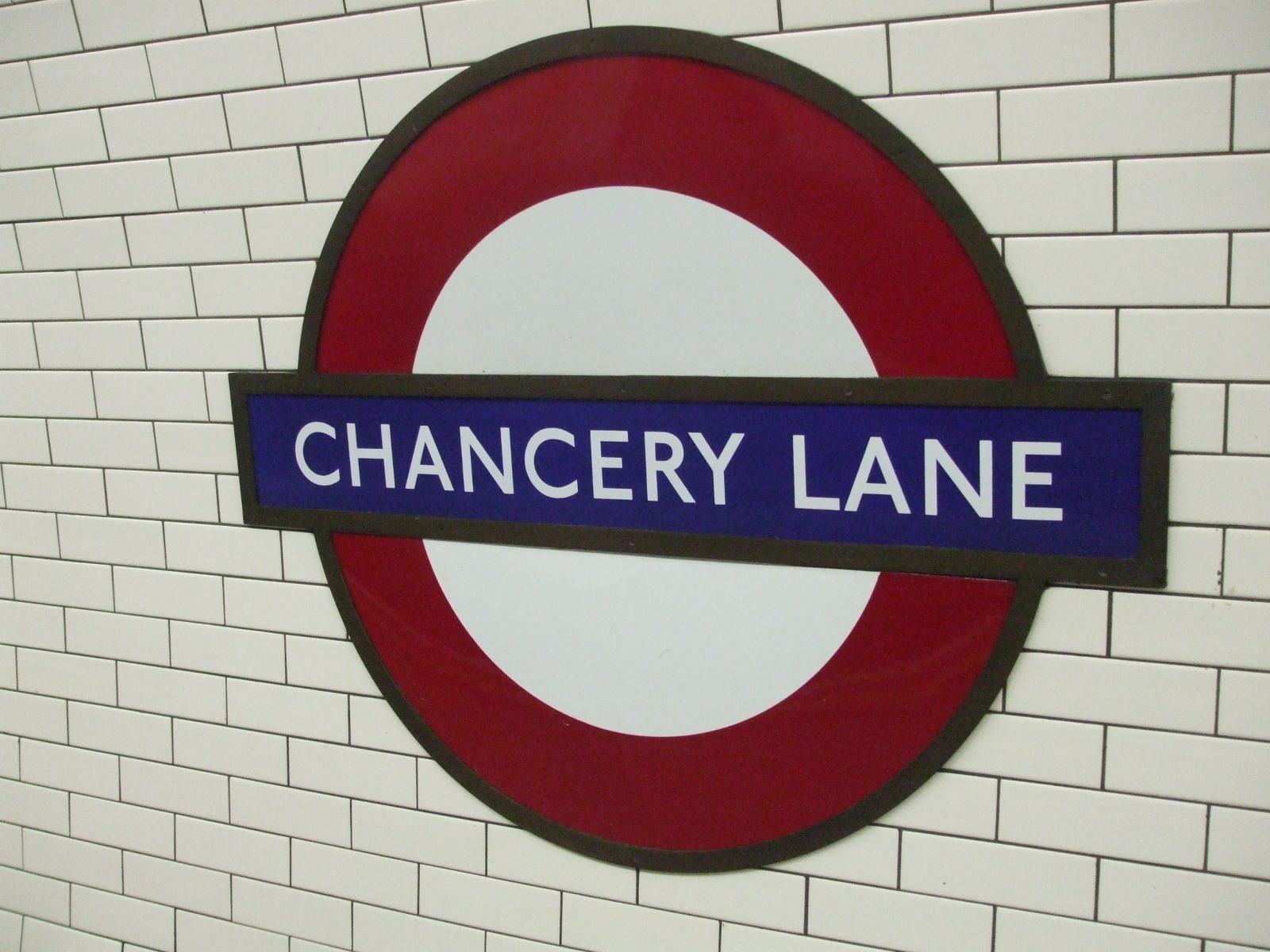
Il roundel della stazione di Chancery Lane.

Chancery Lane riaprì poco dopo il termine del secondo conflitto mondiale. Tuttavia, parte dei tunnel della stazione rimasero in uso al governo inglese, per ospitare servizi la cui tutela era ritenuta particolarmente importante. Dal 1945 al 1951, il Public Record Office custodì circa quattrocento tonnellate di documenti cartacei nelle stanze che erano state utilizzate in precedenza come rifugio antiaereo. Nel 1951, invece, quegli ambienti furono destinati a ospitare una delle più importanti centrali telefoniche del General Post Office. I lavori per l'adeguamento delle strutture furono progettati nel 1950 e terminati nel 1954. Nota come Kingsway telephone exchange, Trunk Zone Exchange Kingsway e London Trunk Kingsway, gestiva un vasto traffico e le comunicazioni intercontinentali con l'America. Vi passava inoltre lo stesso passava anche la linea telefonica diretta istituita tra Mosca e Washington durante la guerra fredda. La centrale, che venne definita «una città sotto la città» dal Courier, venne chiusa all'inizio degli anni ottanta dopo che venne scovata nell'area una grande quantità di riebeckite.

### L'incidente del 2003
Nel primo pomeriggio del 25 gennaio 2003 la stazione fu teatro di un incidente. L'improvviso malfunzionamento di un motore di un treno della linea Central fece deragliare il convoglio, che uscì dai binari andando a sbattere contro la parete del tunnel.
Inizialmente le cose sembrarono andare per il peggio: secondo la testimonianza di alcune vittime, si spensero tutte le luci e le porte risultavano bloccate, impedendo quindi ai passeggeri di uscire dal treno. Fortunatamente, più tardi, tutti coloro che erano a bordo vennero soccorsi dai pompieri della città di Londra.
Il deragliamento, che è stato definito «il peggior incidente della Tube», causò 32 feriti. Comportò inoltre la chiusura totale per una settimana delle linee Central e Waterloo & City per poter effettuare una revisione tecnica sui treni.

## Servizi

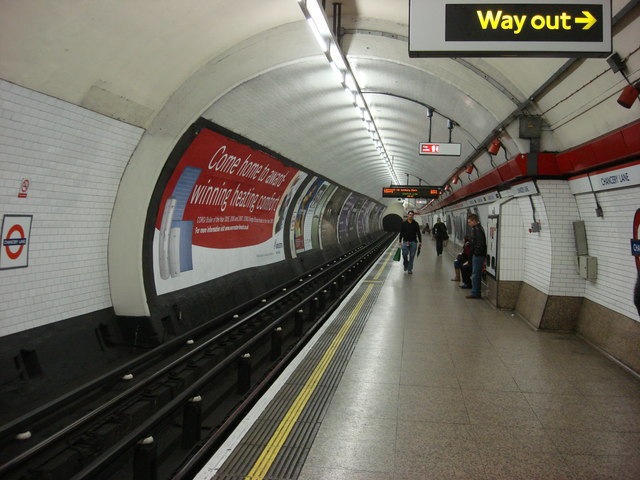
La banchina di Chancery Lane in direzione est.

Chancery Lane è compresa nella prima zona tariffaria della metrò londinese. Solitamente per la stazione passa un treno ogni tre minuti. Fra questi quelli diretti a Epping si fermano alla stazione dalle 05:52 di mattina alle 00:34 di notte; è possibile dire lo stesso per quelli diretti a West Ruislip, che sostano alla stazione negli stessi orari.
Per il resto la stazione è dotata di:
- biglietteria
- scale mobili

## Interscambi
Nelle vicinanze della stazione effettuano fermata alcune linee urbane automobilistiche, gestite da London Buses.
- Fermata autobus
- Stazione taxi[15]

Si trova nei pressi della stazione di City Thameslink.

## Curiosità
La stazione di Chancery Lane può vantarsi di un particolare primato: in essa sono installate le scale mobili più corte della metrò londinese.

### Annotazioni
1. ↑  Molto spesso per nominare la stazione si ricorre al suo acronimo CLR.
2. ↑  È possibile verificare facilmente tale affermazione confrontando due fotografie che ritraggono rispettivamente  la stazione appena aperta (JPG) (archiviato dall'url originale il 2 aprile 2015). e la  stazione attuale (JPG).. Mentre nel XX secolo vi si accedeva alle banchine tramite un edificio, oggi ciò è possibile attraverso l'ausilio di una scalinata.
3. ↑  È
necessario notare che l'incidente di Chancery Lane è avvenuto due anni prima degli attentati terroristici del 7 luglio 2005, che coinvolsero tre treni della metropolitana causando 52 morti.
4. ↑  La linea Waterloo & City utilizza lo stesso materiale rotabile della linea Central, ovvero il 1992 Stock.

### Fonti
1. 1 2 3 4   Customer metrics: entries and exits, Transport for London, 2003-2011.
2. ↑  (EN) COUNTS - 2011 - annual entries & exits (XLS), su tfl.gov.uk, Transport for London, 2011. URL consultato il 18 agosto 2012.
3. 1 2  Rose.
4. 1 2  (EN) Central line, su davros.org, Clive's UndergrounD Line Guides. URL consultato il 23 luglio 2011.
5. ↑  Emmerson, p. 170.
6. 1 2  Connor, p. 122.
7. 1 2 3  (EN) Chancery Lane deep shelter & Kingsway telephone exchange - Part 1, su subbrit.org.uk, Subterranea Britannica. URL consultato il 2 ottobre 2008.
8. ↑  (EN) Chancery Lane deep shelter & Kingsway telephone exchange - Part 2, su subbrit.org.uk, Subterranea Britannica. URL consultato il 2 ottobre 2008.
9. 1 2 3  (EN) Thirty hurt after Tube crash, BBC News, 25 gennaio 2003.
10. 1 2 3  (EN) Derailment at Chancery Lane, 25 January 2003 (PDF), su railwaysarchive.co.uk, Office of Rail Regulation..
11. ↑  (EN) John Lodge, Tube shutdown prolongs commuter chaos, BBC News, 28 gennaio 2003.
12. ↑  (EN) Central line - First and last trains (PDF), su tfl.gov.uk, Transport for London..
13. ↑  (EN) Chancery Lane, su tfl.gov.uk, Transport for London..
14. ↑  (EN) Central London bus map (PDF), su tfl.gov.uk, Transport for London..
15. ↑  (EN) London Taxi Ranks (PDF), su content.tfl.gov.uk,  p. 17. URL consultato il 3 gennaio 2020.
16. ↑  (EN) Facts and Figures, su londonrailways.net, LondonRailways (archiviato dall'url originale il 3 giugno 2013)..